# Förbjudet tal

Förbjudet tal. RGB-värdena för de olika färgerna på bilden bildar ett tal som är precis den kodnyckel som behövs vid avspelning av HD DVD eller Blu-ray Disc-skivor.

Ett förbjudet tal är ett tal  som i enlighet med vissa lagtolkningar och i vissa jurisdiktioner representerar information som är förbjuden att inneha eller att sprida.
All information som kan uttryckas i digital form kan också uttryckas som ett tal. I datorsammanhang talar man om bytes, en byte kan representera ett heltal mellan 0 och 255. Exempelvis kan ett foto som har överförts i digital form till JPEG-format, lagrad i en serie av bytes, ses som en serie av tal eller som ett enda mycket stort tal. I vissa jurisdiktioner kan det vara förbjudet att inneha fotot och därmed även att inneha själva talet i digital form.
Ett annat exempel är en kryptonyckel om den uttrycks som ett tal. Att förfoga över en sådan nyckel kan i vissa fall vara förbjudet om personen inte är behörig att inneha den.
Ytterligare ett exempel har att göra med den kryptonyckel som krypterar musik och filmer med en teknik som kallas Advanced Access Content System. Den tekniken används för att kryptera innehåll på HD DVD eller Blu-ray Disc-skivor. I april 2007 började den amerikanska AACS Licensing Authority använda juridiska åtgärder för att stoppa webbplatser som publicerade nyckeln.
Problemet ställs på sin spets om ett förbjudet tal har sådana egenskaper att det anses intressant ur matematisk synvinkel. Detta skulle kunna gälla om det förbjudna talet var ett stort primtal. Man har till exempel hittat primtal som anses vara intressanta i sig själva och värda att publiceras, och som samtidigt innehåller en kryptonyckel för DeCSS (ett kopieringsprogram för DVD-skivor).